# 桜井村 (神奈川県)
桜井村（さくらいむら）は、神奈川県足柄上郡に存在した村。現在の小田原市北部、小田急小田原線の栢山駅周辺に位置する。

## 地理
- 川：酒匂川

## 歴史
- 1889年（明治22年）4月1日 - 町村制の施行により、曽比村、栢山村および竹松村飛地が合併して桜井村が発足。
- 1950年（昭和25年）12月18日 - 小田原市に編入。同日桜井村廃止。

## 交通
- 小田急電鉄
  - 小田原線：栢山駅